# 天草五橋
天草五橋（あまくさごきょう）は、熊本県宇土半島先端の三角（みすみ）から、天草諸島の大矢野島、永浦島、池島、前島を経て天草上島までを、それぞれ異なる構造の5つの橋で結ぶ宇城市から上天草市にかけての連絡道路である。1966年（昭和41年）9月24日に開通した。

## 概要
国道57号の五橋入口交差点から宇城市三角町で分岐して上天草市大矢野町飛岳へ第一号橋（天門橋）で渡り、登立・江後を経て大矢野島を縦断し、第二号橋（大矢野橋）で満越から永浦島、第三号橋（中の橋）で池島、第四号橋（前島橋）で前島へと経て、第五号橋（松島橋）で松島町会津へと至る総延長17.4 kmの区間である。天草五橋は当初は償還期間39年を見込んだ有料道路であったが、開通により天草への観光客が急増し、モータリゼーションの進展なども含めた交通量の増大によりわずか9年で償還を完了して無料化された。
一号橋から五号橋の間の国道266号および路線に重複する国道324号の約15 kmのルートは、天草で真珠の養殖が盛んなことから天草パールラインと名付けられ、1987年（昭和62年）8月10日に、旧建設省と「道の日」実行委員会により制定された「日本の道100選」にも選ばれている。
また、大矢野島から上島までの間3 km足らずは小さな島づたいで、二号橋・三号橋・四号橋・五号橋がほぼ連続している。その間の両側の海に大小さまざまな島が浮かぶ風景は、天草松島と呼ばれ日本三大松島の1つに数えられる。

## 各橋梁
| 名称   | 名称     | 区間              | 橋梁全長 (m) | 構造             | 径間数 | 最大支間長 (m) | 幅員 (m) | 幅員 (m) | 幅員 (m)    | 施工                                | 備考                           |
| ------ | -------- | ----------------- | ------------ | ---------------- | ------ | -------------- | -------- | -------- | ----------- | ----------------------------------- | ------------------------------ |
| 名称   | 名称     | 区間              | 橋梁全長 (m) | 構造             | 径間数 | 最大支間長 (m) | 有効     | (車道)   | (歩道左/右) | 施工                                | 備考                           |
| 一号橋 | 天門橋   | 九州 - 大矢野島   | 502          | 連続トラス橋     | 3      | 300            | 8.3      | 6.0      | 0.8 / 0.7   | 上部：横河橋梁製作所 下部：西松建設 | 2018年、西側に天城橋が開通した |
| 二号橋 | 大矢野橋 | 大矢野島 - 永浦島 | 249.10       | ランガートラス橋 | 3      | 156            | 8.0      | 5.8      | 0.7 / 0.7   | 上部：日本橋梁 下部：大林組         |                                |
| 三号橋 | 中の橋   | 永浦島 - 池島     | 361          | PCラーメン橋     | 3      | 160            | 8.0      | 5.8      | 0.7 / 0.7   | 住友建設                            |                                |
| 四号橋 | 前島橋   | 池島 - 前島       | 510.20       | PCラーメン箱桁橋 | 5      | 146            | 8.0      | 5.8      | 0.7 / 0.7   | 鹿島建設                            |                                |
| 五号橋 | 松島橋   | 前島 - 天草上島   | 177.70       | パイプアーチ橋   | 3      | 126            | 8.0      | 5.7      | 0.8 / 0.8   | 上部：川崎重工業 下部：星野土木     |                                |

## 歴史

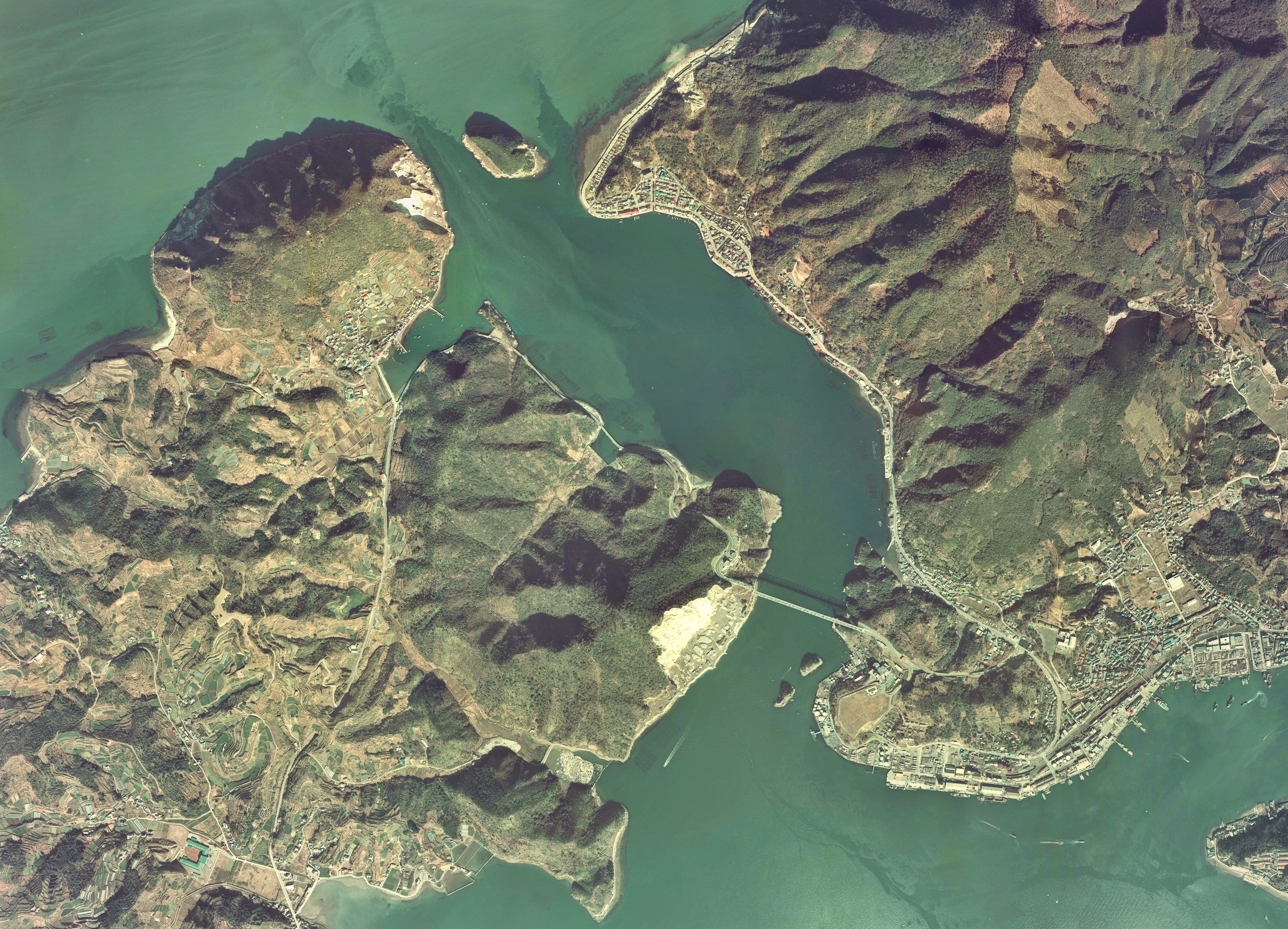
一号橋（天門橋）と三角ノ瀬戸、三角港付近の空中写真。1974年撮影の6枚を合成作成。
。

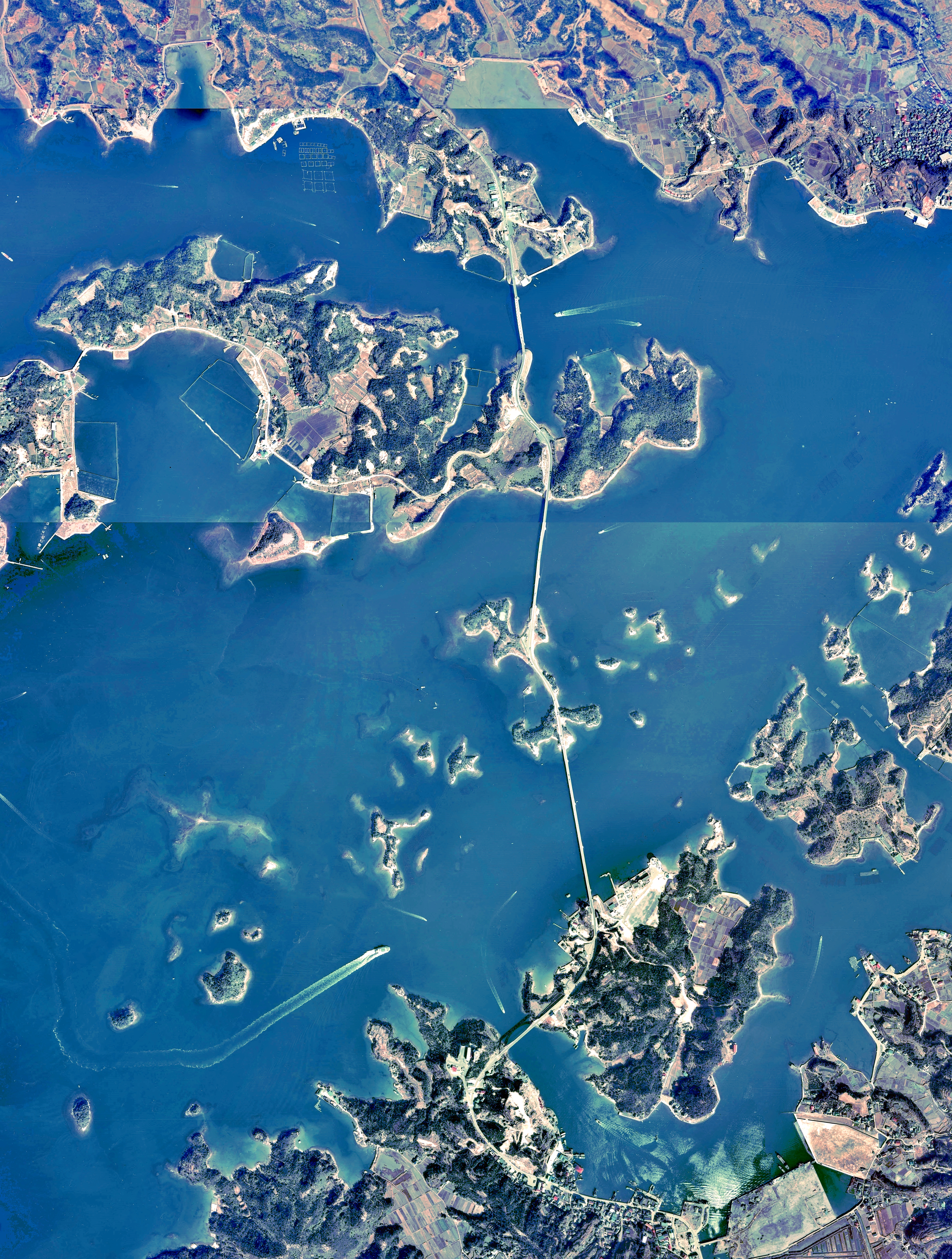
4つの橋が連続する二号橋から五号橋付近の空中写真。1974年撮影の6枚を合成作成。
。

熊本県の属する天草諸島は、古くから水産や鉱産などの地理的天然資源に恵まれ、入江で行なわれる真珠の養殖や、農業環境に適した島嶼群であったが、九州本土の都市圏に接近していながら、離島に共通する問題となっている道路による交通輸送が不可能という条件のために、発展が阻害された後進地という悩みを抱えていた。
1936年（昭和11年）、大矢野島の西方沖合に位置し島原湾に浮かぶ湯島の出身で熊本県議会議員を務めた森慈秀は、背中に家紋をあしらったモーニングスーツを羽織って、県議会の席上で「天草に橋をかけよう」と発言した。当時の日本の架橋技術は、天草諸島に橋を架けるほどの技術力はなく、森の発言を実現することは到底不可能で「ほら吹きの誇大妄想狂」のレッテルを貼られる始末であった。
四半世紀を経て、森の描いた架橋の夢の実現への執念はやがて実を結ぶこととなり、1961年（昭和36年）に天草五橋の着工は決定された。1962年（昭和37年）8月に着工され、当時32億円の事業費を投じて4年の歳月を費やす大事業で、1966年（昭和41年）9月に天草五橋が完成した。
天草五橋の開通によって、天草島における生活、産業、すべてが変化した。『新・天草学』によると、それを次の21項目に分けて詳説している。
1. 船の衰退
2. 経済圏
3. 道路
4. 人口
5. 早期作
6. 黒毛和牛
7. 特産品作り

1. つくる漁業
2. 陶石
3. もらい水
4. 林業
5. 大手スーパー進出
6. 観光つり船
7. 工場進出

1. ホテル・旅館
2. フェリー
3. 目玉作り
4. 架橋と空港
5. 人情
6. 政治風土
7. 県外からのイメージ

### 年表
- 1922年（大正11年）2月21日 - 天草郡通常議会で鉄道大臣に対して天草に鉄道を編入し、工事着工を望む請願書の決議案を採択した[8]。
- 1932年（昭和7年） - 昭和7年の熊本県議会で各地の雄大な開発着想が話題になったとき、天草では「本土ー天草間の架橋」が提唱されて架橋の端緒となった[9]。
- 1936年（昭和11年） - 熊本県議会議員森慈秀が県議会で『大矢野島と三角の間に2つの橋を架けて大矢野島と宇土半島を陸続きにし、柳港から優秀なる連絡船で、合津、大浦に結ぶ』と提言した[10]。
- 1953年（昭和28年）
  - 10月 - 離島振興法の指定地域となる(離島振興法適用により、天草島内の道路網の整備が可能となった)[11]。
  - 県議の蓮田敬介、三角から天草上島迄を5〜7つの橋で繋ぐ『天草架橋』構想を提案 [10]。
- 1954年（昭和29年）
  - 9月 - 伊藤九州地方建設局長来天草。「今日の架橋技術を以ってすれば天草架橋は可能」と発言[12]。
  - 10月18日 - 天草架橋期成会設立を申し合せる(天草土木協会役員会)[13]。
  - 11月24日 - 初めて『天草架橋(当時は大矢野架橋)』陳情[14]。
  - 12月24日 - 天草架橋期成会設立総会 [15]。
  - 熊本県による調査開始。
- 1955年（昭和30年）
  - 1月 - 竹山祐太郎建設大臣、来天草。架橋予定地点視察「天草架橋は決して夢ではない。天草は大へん美しい島だから、この島に架橋ができると日本一の観光地になるよ」と語る[16]。
  - 『島民一人一円献金』始まる[15]。
  - 8月9日 - 天草架橋正式申請書(道路整備特別措置法に基づく有料通路施行要望書)提出[17]。
  - 10月18日 - 長崎県の伊ノ浦瀬戸にかかる西海橋が完成した[18]。この橋の着工は5橋の計画に刺激を与えた。
- 1956年（昭和31年）
  - 2月 - 「道路整備特別措置法にもとづく有料道路貸付金申請書」を建設大臣に提出し、建設省に最初の架橋説明会開催[19]。
  - 4月 - 日本道路公団発足。
  - 日本道路公団による調査開始。
  - 8月 - 日本道路公団井尻副総裁、来天草 [20]。
- 1957年（昭和32年）6月 - 南条徳男建設大臣、架橋予定地点視察[21]。
- 1958年（昭和33年）
  - 4月 - 日本道路公団岸総裁、来天草[22]。
  - 4月24日 - 根本龍太郎建設大臣、大矢野町役場で『昭和36年度から着工する』と語る[22]。
  - 2月 - 「天草連絡道路建設計画報告書」を公団支社作成[23]。
- 1960年（昭和35年）
  - 1月 - 1月26日、NHKのニュースで、「日本道路公団が天草連絡道路(天草架橋)計画」と発表[24]。
  - 4月 - 天草架橋実現世話人会、東京で発足[25]。
  - 10月 - 天草架橋について、天皇から岸道路公団総裁が質問を受け、「架橋は三十六年度に着工します」と回答[23]。
- 1961年（昭和36年）
  - 天草環状道路貫通[26]。
  - 11月 - 中村梅吉建設大臣来天草、「天草架橋の実現は疑う余地なし」と言明[27]。
- 1962年（昭和37年）
  - 3月 - 日本道路公団内に架橋工事事務所設置。
  - 7月 - 天草架橋起工式[28]。
- 1964年（昭和39年） - 1966年（昭和41年） - 架橋を描いたテレビドラマ『虹の設計』（NHK総合テレビジョン）が放映される。
- 1966年（昭和41年）9月24日 - 日本道路公団が管理する一般有料道路として供用開始。
- 1975年（昭和50年）8月10日 - 償還完了により無料開放[29]。
- 2018年（平成30年）5月20日 - 天城橋が開通[30]。
- 2025年（令和7年）8月11日 - 集中豪雨により天草2-3号橋の間で法面が崩壊、車両1台が巻き込まれて1人が負傷。2-5号橋間で通行止め[31]。

## 道路公団の評価
メリット・デメリット評価（1976年）
| 問題                       | 評価(%) |
| -------------------------- | ------- |
| 交通網の整備               | 93.4    |
| 交通事故の増大             | 93.2    |
| 外商の増加                 | 75.6    |
| 地域開発の進展             | 68.8    |
| 公害の増大                 | 67.9    |
| 本土との一体感             | 65.4    |
| 買い物が便利               | 60.3    |
| 生活環境の整備             | 43.7    |
| 五橋料金が高い(現在は無料) | 41.6    |
| 風紀の乱れ                 | 32.1    |
| 収入増大感                 | 22.1    |
| 天草としての一体感         | 21.9    |
| 就職口の増加               | 16.3    |
| 物価が安くなる             | 10.2    |

## 地理

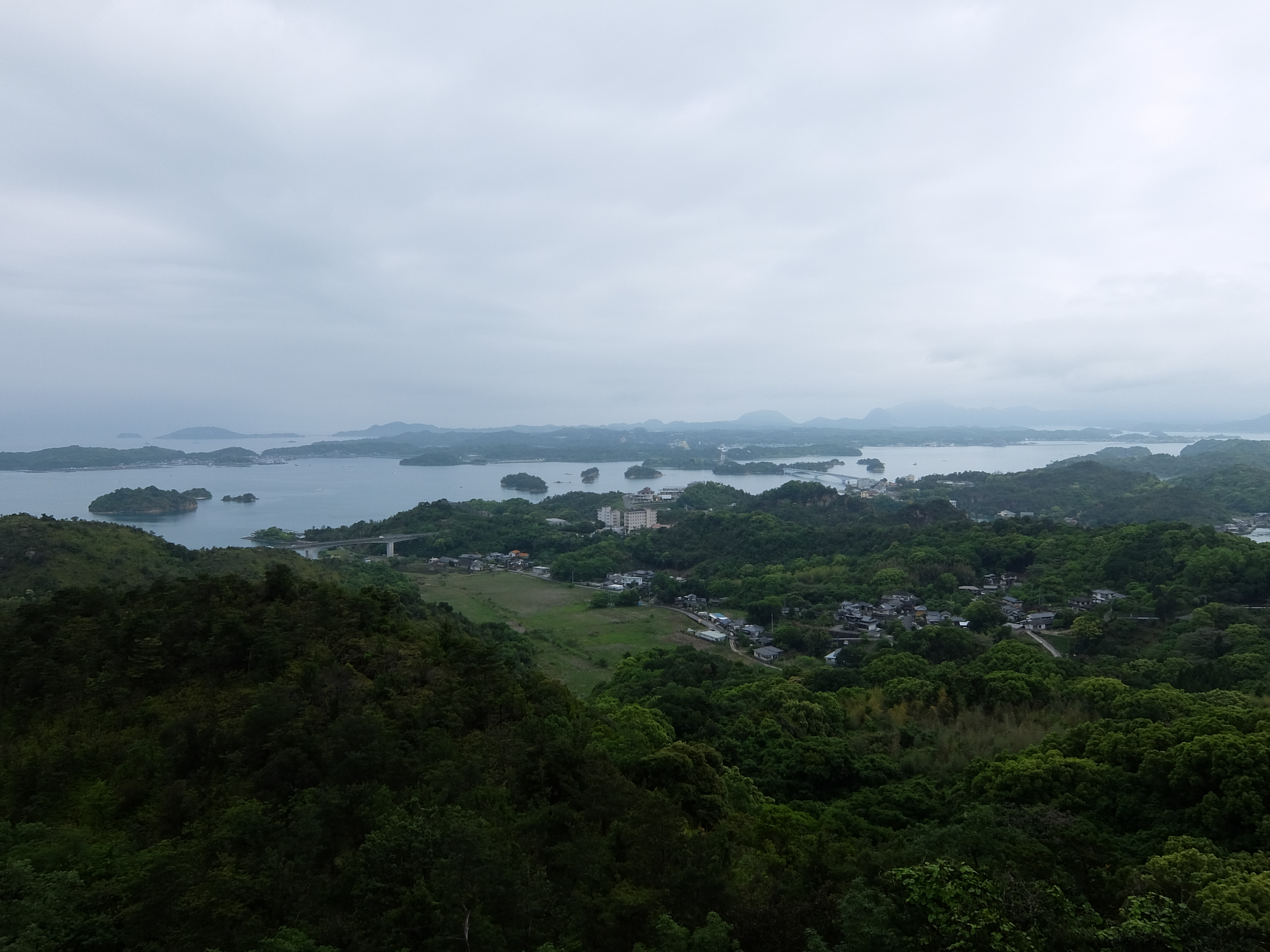
千巌山展望所からの天草五橋の眺望（2015年5月）

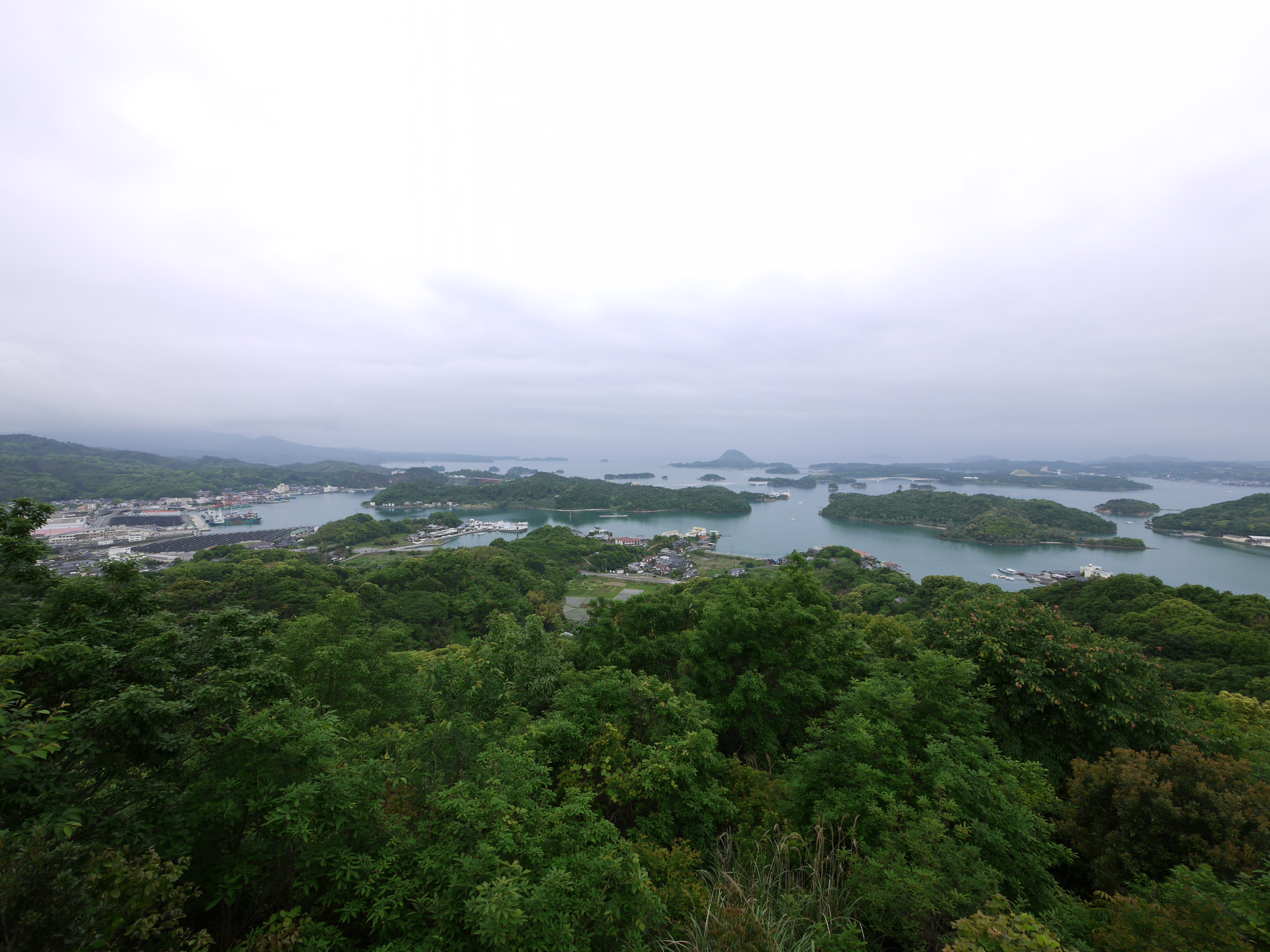
高舞登山展望台からの天草五橋の眺望（2015年5月）

天草五橋がある天草諸島は、雲仙天草国立公園の一角を占める熊本県の西方にある島嶼群で、四方を不知火海、有明海、東シナ海に囲まれた気候温暖な風光明媚なところで知られる。
大矢野島と上島の間に大小19の島々が点在する天草松島の島々を眺め、宇土半島先端の三角から天草上島までの5つの橋を渡るルート上には、展望台も設置されており、特に松島展望台から見る前島橋と天草松島の島々と美しい海が調和する風光明媚なパノラマ風景を見ることができる。また、近くにある高舞登山（たかぶとやま）や千巌山（せんがんやま）の展望台からも天草松島と天草五橋を展望できる。高舞登山展望台からの夕日の眺めは、「日本の夕日百選」に認定されている。天草五橋一号橋の天門橋は、天草松島にある他の4橋とは離れた北の位置にあり、三角半島と大矢野島北端の間にある三角ノ瀬戸と呼ばれる海峡に架かる。